# Magnus Jäderlund
Magnus "Binge" Jäderlund, född 1970, är en svensk innebandytränare. Jäderlund blev utsedd till Årets Tränare två år i följd (2005/06 Råsunda och 2006/07 i Täby) och han tog sitt lag till SM-finalen i Globen 2006/07 (CaperioTäby), 2009/10 (CaperioTäby) och i Malmö Arena 2013/14 (Storvreta IBK). 
2013 vann han Champions Cup med Storvreta IBK.
Magnus Jäderlund är kusin till författaren Ann Jäderlund.

## Klubbar

### Som spelare
- Tensta IBF

### Som tränare
- Råsunda IS
- Caperiotäby FC
- Storvreta IBK
- Djurgårdens IF IBS
- AIK
- Värmdö IF
- Rosersbergs IK